# Ansar al-Cham
Ansar al-Cham (en arabe : كتائب أنصار الشام, ʾAnṣār ash-Shām, « Les défenseurs du Levant ») était un groupe rebelle islamiste actif de 2012 à 2017 lors de la guerre civile syrienne.

## Logos

Logo d'Ansar al-Cham.
Logo d'Ansar al-Cham au sein du Front islamique.

## Affiliations
En décembre 2012, Ansar al-Cham intègre le Front islamique syrien. Après la dissolution de ce mouvement, il fait partie des groupes qui fondent le Front islamique le 22 novembre 2013,.

## Effectifs et commandement
En mars 2014, Tam Hussein, chercheur à la Fondation Carnegie pour la paix internationale, rapporte que le groupe compte 2 500 hommes selon Abou Mohammed, le chef du bataillon al-Zahir Baybars, une sous-faction d'Ansar al-Cham. La majorité des combattants sont Syriens.
Le groupe est fondé par Abou Omar, un salafiste originaire de Lattaquié, vétéran de la guerre d'Afghanistan. La branche militaire du groupe est confiée à un Tchétchène nommé Abou Moussa al-Chichani.

## Idéologie
Ansar al-Cham est islamiste sunnite, son objectif est d'instaurer un État islamique en Syrie.

## Zones d'opérations
Le groupe est actif dans les gouvernorats de Lattaquié et Idleb,.

## Dissolution
Le 15 décembre 2016, Ansar al-Cham se rallie à Jaych al-Islam. Puis, le 25 janvier 2017, la branche de Jaych al-Islam à Idleb rallie à son tour Ahrar al-Cham. Mais elle n'est pas suivie par Ansar al-Cham, qui préfère rallier Hayat Tahrir al-Cham le 7 février 2017,.